# Județ d'Olt
Olt (en roumain județul Olt) est un județ de Roumanie, dans le sud du pays, à la frontière avec la Bulgarie, en Valachie, dans la région de développement du sud-ouest.
En 2009, le président du județ est Paul Stănescu (PSD) et son préfet Leonid-Augustin Moiniu.
Le chef-lieu est Slatina.

## Géographie

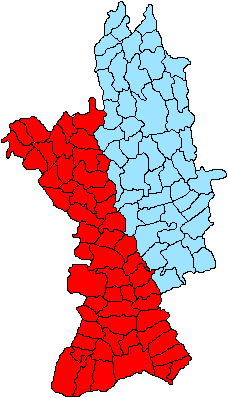
Les communes d'Olténie en rouge, les communes de Munténie en vert

Le județ est à cheval sur les provinces historiques de Munténie et Olténie, la rivière Olt qui le traverse servant de limite traditionnelle entre les deux parties de la Valachie. Il a une superficie de 5 498 km2, représentant 2,3 % du territoire national.
Il mesure 138 km du nord au sud et 78 km d'est en ouest.
Les limites du județ sont les suivantes :
- au nord-ouest, le județ de Vâlcea ;
- au nord-est, le județ d'Argeș ;
- à l'est, le județ de Teleorman ;
- au sud, la Bulgarie (provinces de Pleven à l'est et de Vratsa à l'ouest) ;
- à l'ouest, le județ de Dolj.

### Relief
Le județ d'Olt est situé dans la grande plaine roumaine (Câmpia Româna) pour une très grande part. Seule sa partie nord appartient au plateau Getic. L'altitude, de quelque 400 m au nord descend en pente douce vers la vallée du Danube (altitude d'environ 25 m).

### Hydrographie
Le județ est structuré autour de l'Olt, affluent du Danube, qui traverse le județ du nord au sud sur une distance 143 km et de son affluent l'Olteț.
Le Danube, au sud, qui sert de frontière avec la Bulgarie, longe le județ sur une longueur de 45 km d'ouest en est. De nombreux bras morts ont formé plusieurs lacs et étangs.
La rivière Vedea, autre affluent du Danube coule à l'est du județ et sert de limite avec le județ de Teleorman.

### Climat
Le climat du județ est de type continental avec quelques influences méditerranéennes. Il est plus humide dans les collines du nord et plus sec dans la plaine et sur les rives du Danube.

## Histoire
Le județ d'Olt est né en 1950 de la réunion des deux anciens « județe » d'Olt (chef-lieu Slatina) et de Romanați (chef-lieu Caracal). La partie sud-est du județ de Romanați a rejoint le județ de Dolj et la commune d'Islaz le județ de Teleorman.
Les județe d'Olt et de Romanați figurent dès le XVe siècle sur les anciennes cartes de la Valachie (une des deux Principautés danubiennes). Ils furent des subdivisions administratives de la Valachie de 1330 à 1859, de la Principauté de Roumanie de 1859 à 1881, du Royaume de Roumanie de 1881 à 1948, puis de la République « populaire » roumaine de 1949 à 1952. Entre 1952 et 1975 ils cessèrent d'exister, le régime communiste ayant remplacé les județe par des régions plus grandes. En 1975, le județ d'Olt est établi dans ses limites actuelles (très proches de celles d'Olt et de Romanați) par la République socialiste de Roumanie (1968 à 1989), et c'est, depuis 1990, une subdivision territoriale de la Roumanie. Comme toute la Roumanie, le territoire du județ a subi les régimes dictatoriaux carliste, fasciste et communiste de février 1938 à décembre 1989, mais connaît à nouveau la démocratie depuis 1990. Initialement il était gouverné par les judes (à la fois préfets et juges suprêmes) d'Olt et de Romanați, nommés par les hospodars de Valachie, puis par deux 'préfets choisis par le premier ministre et nommés par le roi jusqu'en 1947, puis par le secrétaire général județean (départemental) de la section locale du Parti communiste roumain, choisi par le Comité central, et enfin, depuis 1990, à nouveau par un prefect assisté d'un président du conseil județean (départemental) élu par les conseillers, eux-mêmes élus par les électeurs. Le territoire a été le théâtre de nombreux combats entre les armées allemandes et austro-hongroises d'une part et roumaines d'autre part durant la Première Guerre mondiale.

### Județ d'Olt
En 1930, le județ d'Olt a une superficie de 2 863 km2, une population de 184 219 habitants (densité : 64,3). Les Roumains représentent 98,2 % de la population et les Tsiganes, 1,2 %. Du point de vue religieux, 99,5 % sont chrétiens orthodoxes, 0,2 % sont catholiques romains, 0,1 % sont juifs.
Le județ est divisé en trois arrondissements :
1. I Drăgănești (chef-lieu, Drăgănești)
2. II Dumitrești (chef-lieu, Slatina)
3. III Spineni (chef-lieu, Spineni)

Le județ compte une seule ville, Slatina. La population urbaine s'élève à 11 243 personnes (Roumains 92,5 %, Hongrois 2,5 %, Juifs 1,5 %, Allemands 0,8 %).

### Județ de Romanați
En 1930, le județ de Romanați a une superficie de 3 560 km2, une population de 271 288 habitants (densité : 76,2). Les Roumains représentent 98,4 % de la population et les Tsiganes, 1,1 %. Du point de vue religieux, 99,6 % sont chrétiens orthodoxes et 0,1 % sont catholiques romains.
Le județ est divisé en trois arrondissements :
1. I Dunărea (chef-lieu, Corabia)
2. II Ocolul (chef-lieu, Caracal)
3. III Oltul de Sus (chef-lieu, Balș)

Le județ compte trois villes, Caracal, Corabia et Balș. La population urbaine est de 29 308 personnes (Roumains 94,2 %, Tsiganes 2,9 %, Hongrois 0,5 %, Juifs 0,5 %, Grecs 0,4 %, Allemands 0,3 %).

## Politique
| Parti | Parti                        | Sièges |
| ----- | ---------------------------- | ------ |
|       | Parti social-démocrate (PSD) | 21     |
|       | Parti national libéral (PNL) | 11     |

## Religions
En 2002, la répartition religieuse des différentes communautés du județ était la suivante :
- Orthodoxes, 48 611 personnes, 99,35 % ;
- Adventistes du septième jour, 1 272 personnes, 0,25 % ;
- Pentecôtistes, 489 personnes, 0,09 % ;
- Baptistes, 418 personnes, 0,08 % ;
- Catholiques romains, 343 personnes, 0,07 %.

## Démographie
Le județ d'Olt est une région essentiellement rurale puisque 59,5 % de la population (soit 282 840 personnes) vivent dans les villages et 40,5 % dans les centres urbains (soit 192 862 personnes).
| 1948    | 1956    | 1966    | 1977    | 1992    | 2002    | 2007    |
| ------- | ------- | ------- | ------- | ------- | ------- | ------- |
| 442 442 | 458 982 | 476 513 | 518 804 | 523 291 | 489 274 | 475 702 |

Le județ d'Olt a une composition ethnographique très homogène. La seule minorité notable est la population tsigane.
En 2002, la répartition ethnique de la population du județ s'établissait comme suit :
- Roumains, 479 826 personnes, soit 98,06 % ;
- Tsiganes, 9 137 personnes, soit 1,86 % ;
- Hongrois, 117 personnes, soit 0,02 %.

Si l'on prend en compte la langue maternelle des habitants, la majorité roumaine est encore plus écrasante puisque 483 845, soit 98,89 % des habitants du județ, déclarent le roumain comme langue maternelle. Ils sont 5 178, soit 1,05 %, à déclarer le romani et 97, soit 0,01 %, à déclarer le hongrois.

## Économie
Le județ d'Olt est une grande région agricole (49,5 % de la population active employée dans le secteur primaire). Les productions les plus notables sont les céréales (maïs, blé), les pommes de terre, la betterave sucrière, la vigne, les fruits et les légumes.
Le județ dispose de 438 821 ha de terres agricoles répartis comme suit :
- terres arables, 374 890 ha ;
- prairies, 48 882 ha ;
- vigne 8 356 ha ;
- vergers 6 693 ha.

Les forêts, quant à elles, occupent une surface de 53 181 ha.
Le secteur secondaire regroupe près de 25 % de la population active dans la production d'énergie (essentiellement dans l'hydroélectricité avec les neuf barrages construits le long du cours de l'Olt), la métallurgie de l'aluminium, les constructions ferroviaires, l'industrie agro-alimentaire, le textile et les constructions mécaniques.
Les 25 % restants sont employés dans le secteur tertiaire.

## Culture

### Tourisme
L'activité touristique, qui n'est pas très développée dans la région, s'organise autour des villes de Slatina, Caracal et Corabia ainsi que sur les bords du Danube et de l'Olt (pêche).

### Patrimoine
- Slatina, monuments et musées ;
- Caracal, architecture urbaine ;
- Corabia, ruines de la citadelle romaine de Sucidava, cathédrale orthodoxe ;
- Scornicești, maison natale de Nicolae Ceaușescu, à la tête de l'État roumain de 1965 à 1989.

### Musées
- Slatina, musée ethnographique ;
- Slatina, bibliothèque.

## Éducation
Le județ d'Olt dispose de :
- 354 jardins d'enfant ;
- 276 écoles élémentaires et collèges ;
- 26 lycées généraux ;
- 53 écoles professionnelles.

Une antenne de l'Université de sciences agronomiques et de médecine vétérinaire de Bucarest fonctionne à Slatina avec des facultés de management, de médecine vétérinaire et un collège national agricole.

## Santé
Cinq hôpitaux généraux, un hôpital psychiatrique et un centre de pneumologie fonctionnent dans le județ.

## Transports

### Routes
Le județ est traversé d'ouest en est par trois routes nationales :
- la DN65 (Route européenne 70) Craiova-Balș-Slatina-Pitești-Bucarest ;
- la DN6 Craiova-Caracal-Roșiorii de Vede-Alexandria-Bucarest ;
- la DN54A Calafat-Corabia-Turnu Măgurele-Giurgiu.

La DN67B traverse le județ dans sa partie nord entre Drăgășani et Pitești.
La route nationale DN64 relie Râmnicu Vâlcea et Drăgășani dans le (județ de Vâlcea) avec Caracal et Corabia.

### Voies ferrées
Le nœud ferroviaire du județ est situé à Piatra-Olt, à une dizaine de kilomètres au sud-ouest de Slatina où se croisent les deux lignes suivantes :
- Craiova-Balș-Piatra-Olt-Slatina-Costești-Pitești

et
- Râmnicu Vâlcea-Drăgășani-Piatra-Olt-Caracal-Corabia.

La ville de Caracal est d'autre part desservie par la ligne Craiova-Bucarest.

### Voies navigables
Corabia possède un port fluvial qui permet aux navires de remonter le fleuve depuis la mer Noire et Galați.

### Aéroports
Le județ ne possède pas d'aéroport. Les plus proches sont ceux de Craiova à 50 km de Slatina et Bucarest à 200 km.

## Personnalités
- Matthieu Basarab, prince de Valachie de 1632 à 1654 ;

- Constantin II Brâncoveanu, prince de Valachie de 1688 à 1714 ;

- Eugène Ionesco (1909-1994), écrivain et dramaturge franco-roumain né à Slatina.

## Liste des municipalités, villes et communes
Le județ compte 2 municipalités, 6 villes et 104 communes rurales.

### Municipalités
(population en 2007)
- Slatina (78 570)
- Caracal (35 577)

### Villes
(population en 2007)
- Balș (21 545)
- Corabia (20 052)
- Drăgănești-Olt (12 410)
- Piatra-Olt (6 145)
- Potcoava (5 970)
- Scornicești (12 593)

### Communes
- Baldovinești
- Băbiciu
- Bălteni
- Bărăști
- Bârza
- Bobicești
- Brastavățu
- Brâncoveni
- Brebeni
- Bucinișu
- Călui
- Cârlogani
- Cezieni
- Cilieni
- Colonești
- Corbu
- Coteana
- Crâmpoia
- Cungrea
- Curtișoara
- Dăneasa
- Deveselu
- Dobrețu
- Dobrosloveni
- Dobroteasa
- Dobrun
- Drăghiceni
- Făgețelu
- Fălcoiu
- Fărcașele
- Găneasa
- Găvănești
- Gârcov
- Ghimpețeni
- Giuvărăști
- Gostavățu
- Grădinari
- Grădinile
- Grojdibodu
- Gura Padinii
- Ianca
- Iancu Jianu
- Icoana
- Ipotești
- Izbiceni
- Izvoarele
- Leleasca
- Mărunței
- Mihaești
- Milcov
- Morunglav
- Movileni
- Nicolae Titulescu
- Obârșia
- Oboga
- Oporelu
- Optași-Măgura
- Orlea
- Osica de Jos
- Osica de Sus
- Pârșcoveni
- Perieți
- Pleșoiu
- Poboru
- Priseaca
- Radomirești
- Redea
- Rotunda
- Rusănești
- Sâmburești
- Sârbii-Măgura
- Scărișoara
- Schitu
- Seaca
- Slătioara
- Spineni
- Sprâncenata
- Stoenești
- Stoicănești
- Strejești
- Studina
- Șerbănești
- Șopârlița
- Ștefan cel Mare
- Tătulești
- Teslui
- Tia Mare
- Topana
- Traian
- Tufeni
- Urzica
- Valea Mare
- Vădastra
- Vădăstrița
- Văleni
- Vâlcele
- Verguleasa
- Vișina
- Vișina Nouă
- Vitomirești
- Vlădila
- Voineasa
- Vulpeni
- Vulturești